# Aeròdrom dels Monjos
L'Aeròdrom dels Monjos o Centre d'interpretació de l'aviació republicana i la guerra aèria (CIARGA) és un espai memorial del Penedès situat al Parc de la Memòria de Santa Margarida i els Monjos. Aquest lloc, on durant la Guerra Civil hi va haver l'aeròdrom republicà dels Monjos, ha estat senyalitzat i s'hi ha recuperat el refugi principal, que també es pot visitar. El centre s'estructura en diversos àmbits i explica aspectes com el desenvolupament de l'aviació durant la guerra, el paper de l'aviació republicana, la rellevància que va tenir la intervenció estrangera en tots dos bàndols o com era la guerra aèria tant al front com a la rereguarda. També s'hi mostra com es construïa un aeròdrom militar o quin personal (aviadors, mecànics, armers...) hi treballava. El centre és l'element de referència per a la realització de la ruta del Vesper de la Gloriosa, un dels Itineraris de Memòria Democràtica pel Penedès. A Santa Margarida i els Monjos, a més, també es poden visitar altres espais recuperats, com el refugi de la Margaridoia, el refugi elemental de Cal Rubió o la presó de pilots al castell de Penyafort, tot seguint l'itinerari senyalitzat.

## Vesper de la Gloriosa
L'aeròdrom 331 dels Monjos va ser un dels principals camps d'aviació del Vesper de la Gloriosa. Es va construir en el context de la pèrdua dels aeròdroms republicans situats a l'Aragó i del moviment del front de guerra cap a la província de Lleida i la decisió de replegar l'aviació republicana cap a aeròdroms situats a l'interior. Al Penedès es va establir una xarxa formada per quatre aeròdroms militars coneguda com el Vesper de la Gloriosa. El primer va ser l'aeròdrom 331 dels Monjos. Estrenat el març de 1938, amb l'aterratge de la 3a esquadrilla de bombarders Tupolev SB-2 Katiuska, va ser base de diversos caces (el Polikarpov I-15, Xato, i l'I-16, Mosca), que van participar activament en la batalla de l'Ebre i el front del Segre (abril-novembre de 1938) i després en la campanya de Catalunya (desembre de 1938 - gener de 1939).
Durant la Guerra Civil, arran de la pèrdua dels aeròdroms situats a l'Aragó i del moviment del front de guerra cap a la província de Lleida, l'aviació republicana es va replegar cap a aeròdroms situats a una certa distància del front bèl·lic. Així, des del final de 1937 fins a l'inici de 1939 el Penedès va viure l'arribada de l'aviació republicana i l'establiment de quatre aeròdroms militars. El primer aeròdrom republicà que es va construir va ser el dels Monjos, estrenat el març de 1938. El segon dels terrenys de vol serà el de Santa Oliva, al Baix Penedès, camp important per les dimensions i la capacitat. El tercer i el quart camp seran els de Sabanell (Torrelavit) i Pacs (Pacs del Penedès - Vilobí del Penedès), ambdós també emprats pels avions de caça republicans. Aquestes importants instal·lacions esdevindran actives en diversos moments: els primers dos períodes puntuals corresponen a l'abril i el maig de 1938 per donar suport a les accions al front del Segre. El tercer període correspon a la batalla de l'Ebre i l'ofensiva de Seròs (novembre de 1938). I el darrer moment, durant la batalla per Catalunya, a partir del 23 de desembre de 1938 i fins al 15 de gener de 1939.

### Itinerari
Aquest itinerari està estructurat a partir dels elements patrimonials que resten dels aeròdroms republicans penedesencs durant la Guerra Civil (1936-1939): els Monjos, Santa Oliva, Sabanell (Torrelavit) i Pacs - Vilobí del Penedès. Des del final de 1937 fins a l'inici de 1939 el Penedès viurà un nou vessant de la guerra: l'arribada de l'aviació republicana i l'establiment d'aquests quatre aeròdroms militars. La concentració d'aeròdroms republicans en un espai tan petit va comportar que el Penedès fos conegut com el Vesper de la Gloriosa, ja que l'enlairament i l'aterratge d'una munició d'avions semblava com un eixam de vespes. Els diferents punts que configuren la ruta permeten visitar diversos vestigis recuperats i senyalitzats; són instal·lacions, petites edificacions i refugis, que van ser construïts amb la participació de mà d'obra local. Aquesta ruta incorpora la visita del Centre d'Interpretació de l'Aviació Republicana i la Guerra Aèria, a l'antic camp d'aviació dels Monjos. Aquest itinerari s'entrellaça també amb dues rutes més, la del Front i la de Defensa de Costes; totes tres configuren els Itineraris de Memòria Democràtica pel Penedès.

## Entorn
La visita a aquest centre d'interpretació es complementa amb la ruta del Vesper de la Gloriosa, que permet conèixer els altres tres camps d'aviació instal·lats al Penedès, a Santa Oliva, Pacs - Vilobí del Penedès i Sabanell (Torrelavit). Aquesta ruta forma part dels Itineraris de Memòria Democràtica pel Penedès, que ofereixen dues rutes més, la del Front i la de Defensa de Costes. La primera ens permet conèixer com es va produir l'avanç franquista pel Penedès –i a través d'aquesta es desmenteix la teoria que va ser un passeig, ja que ens diversos punts l'exèrcit republicà va oferir resistència– i el drama dels refugiats al seu pas per la comarca, camí de l'exili, quan van experimentar els atacs indiscriminats de l'aviació franquista. La segona ruta transcorre per diferents municipis costaners penedesencs, on es poden visitar diversos espais i vestigis recuperats i senyalitzats que expliquen la tasca realitzada a la rereguarda republicana per defensar-se d'un hipotètic atac per mar de l'exèrcit franquista.